# 小林加奈
小林 加奈（こばやし かな、1980年10月27日 - ）は、日本の女優。

## 出演

### テレビドラマ
- 独身3!!（2003年、テレビ朝日）
- 霊感バスガイド事件簿（2004年、テレビ朝日）
- 菊次郎とさき2（2005年、テレビ朝日）
- 嬢王（2005年、テレビ東京）
- ホテリアー（2007年、テレビ朝日） - 村野あゆみ 役
- ママはニューハーフ（2009年、テレビ東京）

### 映画
- LADY DROP（2003年）

### 舞台
- 黒革の手帖
- 大奥 - 瀧山付中臈 役